# Karachi City
Karachi City – stacja kolejowa w Karaczi, w prowincji Sindh, w Pakistanie. Jest to pierwsza i najstarsza stacja kolejowa w Pakistanie. Znajduje się on Off II Chundrigar Road. Po wybudowaniu stacji Karachi Cantonment, główne pociągi pasażerskie i ruch przesuniętego do tej stacji.

## Historia
Było około 1855, kiedy komisarz Sindh Bartle Frere zaproponował rządowi budowę linii kolejowej pomiędzy Portem Karaczi i Korti. W końcu po kilku badań, w styczniu 1859 rozpoczęto budowę linii kolejowej z portu w Karaczi, a później w dniu 3 maja 1864 między Karaczi i Kotriod dworca Mcleoad (obecnie Karachi City).